# Kappelberg (Naturschutzgebiet)
Das Naturschutzgebiet Kappelberg liegt auf dem Gebiet der baden-württembergischen Stadt Fellbach im Rems-Murr-Kreis.

## Lage
Das Schutzgebiet liegt als schmaler Streifen am West- und Südhang des Kappelberges direkt oberhalb der Weinberge. Es dient seit jeher als Abgrenzung zum anschließenden Wald und soll eine Beschattung der Weinberge verhindern. Es liegt an der Grenze zwischen den Naturräumen 123-Neckarbecken und 105-Stuttgarter Bucht innerhalb der naturräumlichen Haupteinheit 12-Gäuplatten im Neckar- und Tauberland und 10-Schwäbisches Keuper-Lias-Land. 
Das Gebiet wird eingeschlossen vom rund 1.904 Hektar großen Landschaftsschutzgebiet Nr. 1.19.015-Kappelberg, Kernen, Haldenbach-, Strümpfelbach- und Beutelsbachtal mit angrenzenden Höhen und ist außerdem Teil des FFH-Gebiets 7222-341 Schurwald.

## Schutzzweck
Wesentlicher Schutzzweck ist die Erhaltung des in seinem floristischen und faunistischen Artenreichtum für den Stuttgarter Raum einzigartigen Steppenheidenhanges. Das Gebiet umfasst floristisch interessante Magerrasen, Gehölzbestände, Obstwiesen und Kleingärten.